# Pierre Abramovici
Pour les articles homonymes, voir Abramovici.
Pierre Abramovici est un journaliste, documentariste et historien français né le 22 décembre 1955 à Monaco. En tant que documentariste de télévision, il a été grand reporter à TF1 entre 1984 et 1993. Journaliste d'investigation, il a travaillé sur l'espionnage, le terrorisme, la politique étrangère américaine,,, la corruption internationale, les trafics en tout genre, le nationalisme arabe, le Vatican, l'économie pendant la Seconde Guerre mondiale , l'anticommunisme. Il a réalisé de nombreux documentaires pour différentes chaînes de télévision notamment TF1, France 3, Arte, Canal+. Il est également l'auteur de nombreux articles d'enquêtes journalistiques ou historiques. Il est enfin l'auteur de plusieurs livres et a participé à de nombreux ouvrages collectifs.

## Parcours
Après avoir passé son enfance à Monaco, il poursuit ses études secondaires à Paris. Il  ne fait aucune étude universitaire et devient journaliste comme reporter-photographe. Il entre à l'agence Fotolib en septembre 1974 et travaille sur différents sujets notamment le conflit en Irlande du Nord qu'il suit pendant plusieurs années. Il est également à Beyrouth en juillet 1975 au début de la guerre civile. Publié dans de nombreux journaux tant en France qu'à l'étranger, après la fermeture de Fotolib en 1978, il travaille comme photographe indépendant jusqu'en 1980. À ce titre il suit le pape Jean-Paul II dans plusieurs de ses déplacements et sera amené, par la suite, à enquêter sur les activités du Vatican et notamment de l'Opus Dei ainsi que ce que l'on appellera, par la suite la "filière bulgare", après la tentative d'assassinat du pape le 13 mai 1981.
Il quitte la photographie pour entrer en presse écrite comme pigiste et enquête notamment sur le terrorisme en Italie. En 1982, il entre à la télévision afin de réaliser deux magazines pour l'émission Le Nouveau Vendredi sur FR3 consacrés à l’Irlande du Nord en 1982 et l’extrême-droite en France en 1983.
En 1984, il entre à TF1 où il est chargé de mener des enquêtes d’investigation pour les journaux télévisés et les magazines de la rédaction Infovision et Reportages ainsi que pour les émissions spéciales de la rédaction. Il participe également, en 1991, à l’émission Médiations de François de Closets consacrée au trafic d’armes.
Il enquête essentiellement sur des sujets internationaux et réalise de 1985 à 1992 de nombreux magazines notamment sur la guerre en Amérique centrale, la CIA, la Maison-Blanche, Action directe, les tueurs fous du Brabant, l’Opus Dei et le Vatican, le terrorisme iranien etc. Pendant la guerre du Golfe en 1991, il est chargé de nombreux programmes, d’enquêtes sur les moyens militaires engagés et est brièvement rédacteur en chef de l’édition du journal du matin.
Intervenant à la première et à la seconde "International Conference of Investigating Reporting " organisées dans le cadre du programme InterNation par la revue américaine The Nation. (Amsterdam mai 1987 - Egham Royal Holloway College septembre 1988).
Il réalise son premier documentaire historique sur TF1 en 1991, un film de deux heures consacré à l’histoire de l’OAS.
Il quitte TF1 en février 1993 pour devenir réalisateur indépendant de documentaires. Il réalise une douzaine de documentaires pour ARTE, Canal+, France 2 ou France 3.
Il est également rédacteur en chef adjoint d’une émission spéciale sur TF1 consacrée aux sectes en 1996 et rédacteur en chef d’une émission spéciale de la rédaction de France 3 consacrée aux attentats du 11 septembre 2001 un mois après les événements.
En 1993, il participe au classement des archives de la police politique du Paraguay à Asuncion et devient expert entre 2002 et 2004 pour plusieurs magistrats instructeurs en France, en Italie et en Espagne dans le cadre des procédures lancées contre les tortionnaires argentins et chiliens. En 1994, il est le premier à parler de l’opération Condor en France, dont il est l’un des spécialistes, et de son lien avec les archives du Paraguay,,.
Il a publié plusieurs articles sur les États-Unis et l'Amérique latine dans Le Monde diplomatique depuis 1986 .
Spécialiste de Monaco, il travaille sur les archives de la principauté depuis plusieurs années et est l'auteur de nombreux travaux, articles et ouvrages sur l'histoire monégasque. On lui doit des révélations sur l'attitude collaborationniste de la principauté pendant la Seconde Guerre mondiale .
Membre de l'équipe d'auteurs et réalisateurs du CD-ROM  consacré à la découverte, aux Philippines, du San Diego, un galion espagnol, sous la direction de Jean-Pierre Desrosches, directeur au musée Guimet, dans le cadre d'une grande exposition à la Villette en 1995.
Chargé de cours à l’université Paris-VIII en 1983 et 1984 sur le reportage photographique, il enseigne le journalisme d’investigation à l’École de journalisme de Sciences-Po de 2005 à 2008.
Titulaire d'un Master 2 de recherche en Histoire contemporaine à l'université Paris 1 Panthéon-Sorbonne en 2009, il prépare un doctorat en Histoire sur le thème de l'anticommunisme transnational.
Intervenant au premier colloque international consacré à l'anticommunisme transnational : "Les dimensions transnationales de l’anticommunisme de guerre froide : actions, réseaux, transferts". Université de Fribourg- Suisse. (26-29 octobre 2011).

## Filmographie
- Irlande, la  guerre à la porte de l'Europe. FR3, Le Nouveau Vendredi  (1982)
- Les Deux Visages de l'extrême droite. FR3, Le Nouveau Vendredi (1983)
- Il était une fois Action directe. TF1, Les Mercredis de l'Information" (1985)
- Sur la piste des assassins du pape. Révélations sur la “filière Bulgare”. TF1, Info vision (1985)
- Nicaragua, guerre en sous-traitance. Le réseau North un an avant le scandale. TF1, Info vision (1985)
- Opus Dei, à l'assaut du Vatican. TF1, Info vision (1986)
- Belgique, histoires terroristes. Les Tueurs fous du Brabant. TF1, Info vision (1986)
- Monaco, derrière le rêve. TF1, Info vision (1986)
- Scandale à la Maison-Blanche. Le scandale Iran-Contra. TF1, Info vision (1987)
- Iran, un terroriste parle. TF1, Reportages (1987)
- Eurogate, des armes pour l'Iran . TF1, Reportages (1988)
- Suisse connexion, blanchir l'argent de la drogue. TF1, Reportages (1989)
- Trafics d'armes. TF1, Médiations -de François de Closet (1991)
- Guerre du Golfe, Un an déjà. TF1, Émission spéciale de la rédaction (1991)
- De Gaulle et l’OAS. TF1. Documentaires de création (1991). TF1 Vidéo (1995)[13]
- Déchets nucléaires. France 2, Envoyé Spécial (1994)
- Tourisme à haut risque en Égypte. ARTE, Transit (1995)
- Trafic d'antiquités. ARTE, Transit (1995)
- Des armes sous le tabac. France 3, La Marche du Siècle (1995)
- Les Limiers de la Communauté européenne. France 3, La Marche du Siècle (1995)
- Afghanistan, les réseaux USA-Ben Laden. Le coran et la kalachnikov. France 3, État d’Urgence (1996)
- Les Enfants de Dieu. Spécial sectes. TF1 (1996)
- Opus Dei, la longue marche. France 3, Les Dossiers de l’Histoire (1997)
- Monaco, l’étrange neutralité. 1939-1945. ARTE, les Mercredi de l’Histoire (1999)
- Histoire de la nation arabe. ARTE, Théma (2000)
- Le Beurre et l'Argent du beurre. Enquête sur la corruption internationale Documentaires Canal + (2000)
- Spéciale 11 septembre - Le Piège afghan. France 3-rédaction nationale. Pièces à conviction (18 octobre 2001)

## Contribution aux ouvrages collectifs
- L’Environnement dans tous ses États. Présenté par Alain Denvers : Éditions No 1, Éditions de 1990 et 1993
- Opium Dei. Le monde secret de l’Opus Dei : Golias, 1992
- La Mémoire télévisuelle de la Guerre d'Algérie 1962-1992. De Béatrice Fleury-Vilatte : Institut National de l’Audiovisuel – l’Harmattan, 2001
- No War - sustainability for peace. Sous la direction de Ryuichi Sakamoto : Gentosha (Japon), décembre 2001
- Un Monde à l'Envers. Atlas du Monde Diplomatique : Éditions Grasset / Le Monde Diplomatique, octobre 2009
- Les Sociétés Secrètes. Initiatiques, religieuses, politiques ou Criminelles: L'Opus Dei sort de l'ombre. Historia Éditions, 2013
- Crise dans la représentation. Photographie, médias et capitalisme. Sous la direction de François Soulages: Corps médiatiques & temps de cerveau disponible. L'Harmattan, 2019
- Guerre Économique : qui est l’ennemi? : Nouveau Monde Editions, octobre 2022

## Contribution aux ouvrages collectifs avec comité de lecture
- Les Forces Spéciales : Concept et Histoire. Considération sur l’origine des Forces Spéciales : Éditions Centre d’Études et Histoire de la Défense, 2007[14]
- The World Anticommunist League: Origins, Structures and Activities in Transnational Anticommunism and Cold War. Agents, Activities, and Networks, (présenté par Luc van Dongen, Stéphanie Roulin et Giles Scott-Smith). Basingstoke, Palgrave-Macmilan, avril 2014.

## Interviews
- Europe 1, Au cœur de l'histoire, « Il y a un demi-siècle, le Putsch d'Alger », 15 avril 2011 (Écouter en ligne) [15]
- Europe 1, Au cœur de l'histoire, « L'OAS », 27 septembre 2013 (Écouter en ligne)
- Europe 1, Au cœur de l'histoire, « La crise monégasque », 12 mai 2014 (Écouter en ligne)
- Monaco Hebdo, « Grace de Monaco :« C’est de la science-fiction ! » 16 mai 2014 (Lire en ligne)
- Europe 1, Au cœur de l'histoire, « L'affaire Szkolnikoff, le plus grand trafiquant de l'Occupation », 11 août 2014 (Écouter en ligne)
- RTL, La curiosité est un vilain défaut, « Troisième partie : Monaco sous l'occupation », 20 avril 2016 (Écouter en ligne)
- Europe 1, Au cœur de l'histoire, « Monaco sous l'occupation », 21 avril 2016 (Écouter en ligne)
- Monaco Hebdo, « Les gens ne maîtrisent pas la valeur des archives », 16 septembre 2016 (Lire en ligne)
- RTL, L'heure du crime, « L’attentat caché », 14 décembre 2016 (Écouter en ligne)
- TV5 Monde, « Une enquête sur l'attentat que la France a préféré oublier  », 3 janvier 2017 sur YouTube (Voir en ligne)
- France Inter, L'interview, « Bombe atomique : quand la France voulait la vendre à l'Argentine », 30 septembre 2017 (Écouter en ligne)
- France Inter, L'interview, « Monaco est-elle toujours un paradis fiscal ? », 10 février 2018 (Écouter en ligne)
- France 5, C dans l'air, « Procès Pastor : un meurtre pour des milliards ? », 1er octobre 2018 sur YouTube (Voir en ligne) Invités : Damien Delseny, Hélène Constanty, Cindy HUBERT et Pierre Abramovici.
- Mandel Szkolnikoff le collabo de première : Rendez-vous avec Mr X du 19 avril 2014